# Shin Ja-young
Shin Ja-young (koreanisch 신자영; * 15. November 1971) ist eine südkoreanische Badmintonspielerin. 

## Karriere
Shin nahm 2002 an der Weltmeisterschaft für Damenmannschaften im Badminton, dem Uber Cup, teil. Dort wurde sie Vizeweltmeisterin mit ihrem Team. Bei den Asienspielen des gleichen Jahres gewann sie ebenfalls Silber mit dem Team.